# 台湾山芎
台湾山芎（学名：Conioselinum morrisonense），又名玉山弯柱芎，是伞形科山芎属的植物，是台灣的特有植物。分布在台灣本島，一般生于高山，目前尚未由人工引种栽培。